# Mraz
Mraz je oborina koja nastaje kada se vlaga iz vodenom parom zasićenog zraka desublimira na čvrstim površinama čija temperatura je manja i od temperature rosišta i od 0 °C.
Mraz uglavnom pogađa životinje, biljke, vodu i tlo. Trajan mraz tijekom zime dovodi do zimskog sna prirode. 
U umjerenom zemljopisnom pojasu koriste se sljedeće formulacije za opisivanje temperatura:
- slab mraz: 0 °C do –4 °C
- umjereni mraz: –4 °C do –10 °C
- jaki mraz: –10 °C do –15 °C
- vrlo jaki mraz: ispod –15 °C

## Povezani članak
- inje

## Vanjske poveznice
- Državni hidrometeorološki zavod
- O pojavi inja